# Polinomios por diferencias
En matemáticas, en el área del análisis complejo, los polinomios por diferencias generales son un tipo de series polinómicas, una cierta subclase de los polinomios de Sheffer, que incluye los polinomios interpolantes de Newton, los polinomios de Selberg y los polinomios de interpolación de Stirling como casos especiales.

## Definición
La serie polinómica por diferencias general viene dada por
{\displaystyle p_{n}(z)={\frac {z}{n}}{{z-\beta n-1} \choose {n-1}}}
donde {\displaystyle {z \choose n}} es el coeficiente binomial. Para {\displaystyle \beta =0}, los polinomios generados {\displaystyle p_{n}(z)} son los polinomios de Newton
{\displaystyle p_{n}(z)={z \choose n}={\frac {z(z-1)\cdots (z-n+1)}{n!}}.}
El caso de {\displaystyle \beta =1} genera polinomios de Selberg, y el caso de {\displaystyle \beta =-1/2} genera polinomios de interpolación de Stirling.

## Diferencias de movimiento
Dada una función analítica {\displaystyle f(z)}, se define la diferencia de movimiento de f como
{\displaystyle {\mathcal {L}}_{n}(f)=\Delta ^{n}f(\beta n)}
donde {\displaystyle \Delta } es la diferencia finita. Luego, siempre que f obedezca a ciertas condiciones de sumabilidad, entonces puede representarse en términos de estos polinomios como
{\displaystyle f(z)=\sum _{n=0}^{\infty }p_{n}(z){\mathcal {L}}_{n}(f).}
Las condiciones para la sumabilidad (es decir, la convergencia) para esta serie es un tema bastante complejo; en general, se puede decir que una condición necesaria es que la función analítica sea menor que de tipo exponencial. Las condiciones de sumabilidad se discuten en detalle en Boas & Buck.

## Función generadora
La función generadora para los polinomios por diferencias generales viene dada por
{\displaystyle e^{zt}=\sum _{n=0}^{\infty }p_{n}(z)\left[\left(e^{t}-1\right)e^{\beta t}\right]^{n}.}
Esta función de generación se puede llevar a la forma de representación de Appell generalizada
{\displaystyle K(z,w)=A(w)\Psi (zg(w))=\sum _{n=0}^{\infty }p_{n}(z)w^{n}}
estableciendo {\displaystyle A(w)=1}, {\displaystyle \Psi (x)=e^{x}}, {\displaystyle g(w)=t} y {\displaystyle w=(e^{t}-1)e^{\beta t}}.